# Geghakert
Geghakert – wieś w Armenii, w prowincji Armawir. W 2011 roku liczyła 2564 mieszkańców.